# Vraignes-lès-Hornoy
Vraignes-lès-Hornoy är en kommun i departementet Somme i regionen Hauts-de-France i norra Frankrike. Kommunen ligger i kantonen Hornoy-le-Bourg som tillhör arrondissementet Amiens. År 2022 hade Vraignes-lès-Hornoy 95 invånare.

## Befolkningsutveckling
Antalet invånare i kommunen Vraignes-lès-Hornoy
| Referens: INSEE |